# Лоєво (Куявсько-Поморське воєводство)
Лоєво (пол. Łojewo, нім. Lohdorf) — село в Польщі, у гміні Іновроцлав Іновроцлавського повіту Куявсько-Поморського воєводства.
Населення — 521 особа (2011).
У 1975-1998 роках село належало до Бидгощського воєводства.

## Демографія
Демографічна структура станом на 31 березня 2011 року:
|          | Загалом | Допрацездатний вік | Працездатний вік | Постпрацездатний вік |
| -------- | ------- | ------------------ | ---------------- | -------------------- |
| Чоловіки | 274     | 57                 | 197              | 20                   |
| Жінки    | 247     | 54                 | 148              | 45                   |
| Разом    | 521     | 111                | 345              | 65                   |